# Tatra T6A5
Tatra T6A5 je čtyřnápravová tramvaj, která byla v letech 1991–1998 vyráběna firmou ČKD Tatra v Praze pro český a slovenský trh jako nástupce tramvají Tatra T3. Celkem bylo vyrobeno 296 těchto vozů (+ jedna karoserie), které dodnes jezdí v Brně, Bratislavě a Košicích, zatímco v Praze jsou v provozu pouze příležitostně na nostalgické lince a v Ostravě již byly vyřazeny. Jako ojeté se po roce 2016 objevily také v Bulharsku a na Ukrajině.

## Historické pozadí
Koncem 80. let 20. století byly do československých měst neustále dodávány tramvaje Tatra T3 zkonstruované na přelomu 50. a 60. let téhož století. Během 80. let se v ČKD již pracovalo na projektech tramvají další generace, tehdy vznikl i tříčlánkový vůz Tatra KT8D5, jehož sériová výroba ale byla zahájena až na konci desetiletí. Pro Sovětský svaz byl ve velké míře vyráběn model Tatra T6B5, který však nebyl pro tuzemská města vhodný z důvodu velké šířky čel vozu. Protože však byla obnova vozového parku zastaralými tramvajemi T3 s nehospodárnou odporovou regulací krokem zpět, ČKD na přelomu 80. a 90. let vyvinulo pro česká a slovenská města nástupce legendární „té trojky“ – typ T6A5.
Model T6A5.3 vznikl ve druhé polovině 90. let 20. století jako pokus o modernizaci vozu T3 s dosazením nové vozové skříně na původní podvozky. Vzhledem k ceně, která byla téměř shodná s cenou nové tramvaje, bylo od tohoto způsobu upuštěno. Pro tento vůz se mezi zaměstnanci pražského dopravního podniku používá přezdívka „kočkopes“.

## Konstrukce

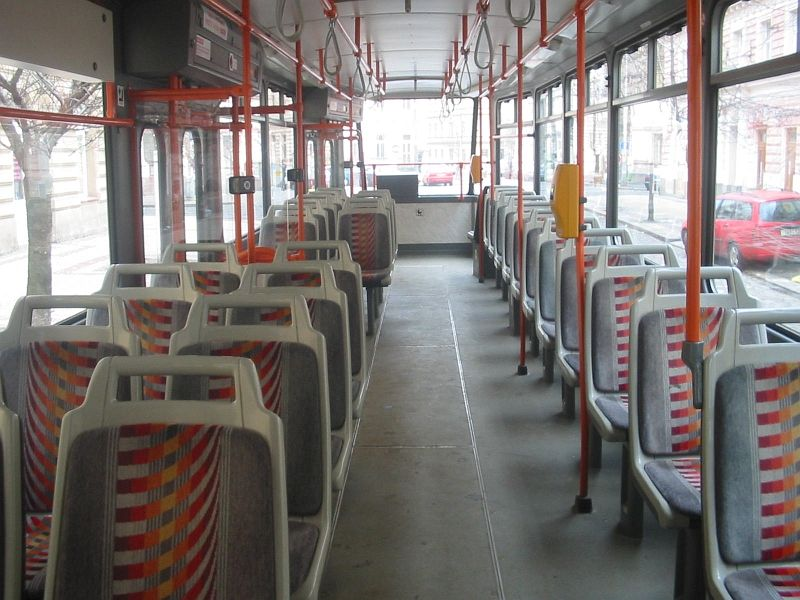
Interiér pražské tramvaje T6A5 (r. v. 1997) ev. č. 8743

Tatra T6A5 je jednosměrný čtyřnápravový motorový tramvajový vůz. Je odvozen z modelů T6B5 pro SSSR a T6A2 pro NDR. Skříň tramvaje je svařena z válcovaných a lisovaných ocelových profilů, které jsou z vnější strany oplechovány, z vnitřní strany obloženy umakartem a sololitem. Podlaha vozu, která se nachází ve výšce 920 mm nad temenem kolejnice, je pokryta protiskluzovou krytinou. Tramvaj má v pravé bočnici troje dveře, v prvních dodávkách se jednalo o dveře čtyřkřídlé skládací, později vyrobené vozy obdržely dvojkřídlé výklopné dveře. Sedačky pro cestující jsou u starších tramvají koženkové, novější vozy je mají plastové s textilním potahem. Horní část oken je otevíratelná, původně byla posuvná (jako u T3), u vozů z novějších dodávek jsou výklopná. Kabina řidiče je zcela uzavřená s posuvnými dveřmi.
Tramvaj je vybavena elektrickou výzbrojí typu TV3 s tyristorovou regulací. Stejnosměrné sériové trakční motory se nacházejí v podvozcích (v každém dva) a jsou uloženy podélně. Vždy dva motory jsou zapojeny do série a jsou napájeny z jednoho pulzního měniče. Vozy jsou vybaveny vícečlenným řízením, je tak možné spřahovat tramvaje T6A5 do dvou- nebo třívozových vlaků a ovládat je pouze z předního vozu.
Pokud je souprava 2 x T6A5 spojena poloautomatickými spřáhly (jde o spřáhla firmy Sécheron s mechanickou částí +GF+) s příslušnou napájecí propojkou, pak lze jezdit jen na jeden pantograf (v Praze a Ostravě je vytažen pantograf prvního vozu, v Košicích je vytažen jen pantograf druhého vozu, v Bratislavě se pak využívá buď pouze předního nebo pouze zadního sběrače). Do Brna byly dodány vozy bez silového elektrického propojení, které musejí mít vytaženy oba pantografy.
V polovině 90. let vznikly pro různé zkoušky dva prototypy tramvaje T6A5. Jeden z nich byl vybaven elektrickou výzbrojí TV14, kromě toho měl zakryté podvozky, neboť se zkoušelo snížení hluku. Druhý vůz měl střídavou elektrickou výzbroj TV30.

### Tatra T6A5.3
Tramvaj T6A5.3 (jediný kus) je prototypová rekonstrukce starší tramvaje T3 s dosazením nové vozové skříně typu T6A5. Z vozu T3 byly použity především podvozky a některé další díly. Proti ostatním tramvajím T6A5 má T6A5.3 modernější elektrickou výzbroj typu TV14 s tranzistorovou regulací výkonu a klasická spřáhla pražského typu. Na její výrobě se podílela ČKD, která dodala novou vozovou skříň, a Dopravní podnik hl. m. Prahy, od kterého pochází repasované díly z vozu T3.

## Dodávky tramvají
V letech 1991 až 1998 bylo vyrobeno celkem 296 vozů T6A5 a 1 nová vozová skříň. Byly určeny výhradně pro Československo, respektive později pro samostatnou Českou a Slovenskou republiku.
| Současný stát | Město      | Článek | Typ         | Roky dodávek | Počet vozů | Evidenční čísla při dodání | Poznámky                              | Zdroj  |
| ------------- | ---------- | ------ | ----------- | ------------ | ---------- | -------------------------- | ------------------------------------- | ------ |
| Česko         | Brno       | článek | T6A5        | 1996         | 20         | 1201–1220                  |                                       | [ 7 ]  |
| Česko         | Ostrava    | článek | T6A5        | 1994–1998    | 38         | 1101–1138                  |                                       | [ 8 ]  |
| Česko         | Praha      | článek | T6A5        | 1995–1997    | 150        | 8601–8750                  |                                       | [ 9 ]  |
| Česko         | Praha      | článek | náhr. skříň | 1998         | 1          | 8600                       | použita pro vůz T6A5.3                | [ 3 ]  |
| Slovensko     | Bratislava | článek | T6A5        | 1991–2006    | 58         | 7901–7958                  | č. 7901, 7902, 7957, 7958 – prototypy | [ 10 ] |
| Slovensko     | Košice     | článek | T6A5        | 1992–1993    | 30         | 600–629                    |                                       | [ 11 ] |

## Provoz tramvají Tatra T6A5

### Prototypy
Prototypy (zkoušeny v Praze pod čísly 0026 a 0027) byly vyrobeny v roce 1991. Po různých zkouškách byly o rok později odeslány do Bratislavy, kde s evidenčními čísly 7901 a 7902 jsou doposud v provozu.
Na dalších zkušebních vozech (s čísly 0030 a 0032 vyrobených roku 1996) se bez cestujících zkoušela především nová elektrická výzbroj typů TV14 (na voze č. 0030) a TV30 (vůz č. 0032). Po krachu ČKD Dopravních systémů byly oba vozy v roce 2004 prodány firmě Pars nova, kde byly upraveny (včetně dosazení standardní elektrické výzbroje TV3), a poté odprodány do Bratislavy, kde obdržely evidenční čísla 7957 a 7958.

### Česko

#### Brno

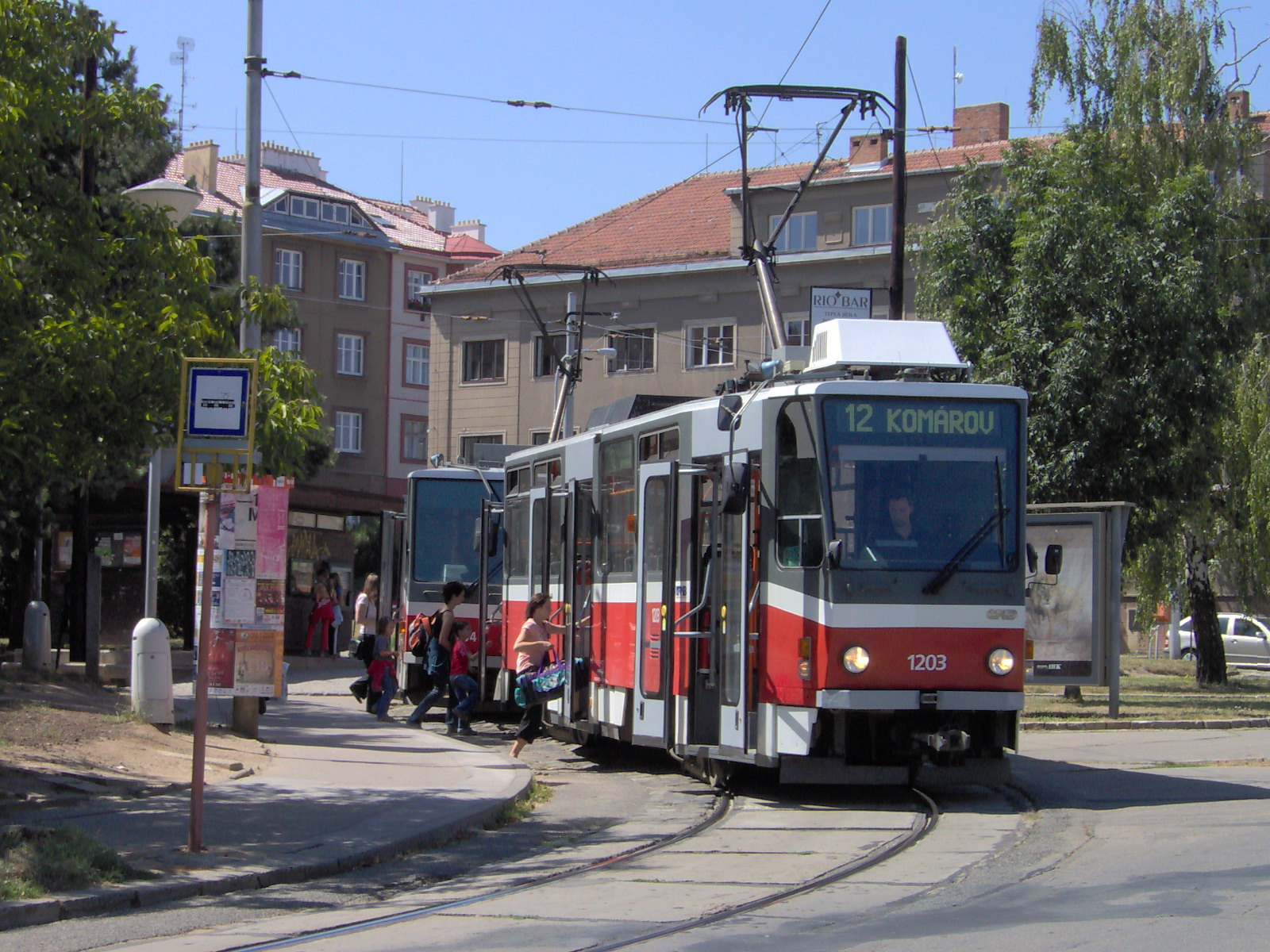
Souprava brněnských vozů T6A5

Do Brna byly dodány až tramvaje T6A5 z novější série, jednalo se konkrétně o 20 vozů vyrobených v roce 1995 a do provozu zařazených na jaře následujícího roku (byly označeny evidenčními čísly 1201–1220). Tyto tramvaje jsou vybaveny dvojkřídlými, vně výklopnými dveřmi s poptávkovým otevíráním cestujícími, ručním řadičem, polopantografem Stemann a informačním systémem s terčíkovými transparenty. Sedadla jsou uspořádána po obou stranách vozu v jedné řadě. Jelikož jsou v Brně tramvaje T6A5 provozovány výhradně ve stálých dvouvozových soupravách, výbava předního a zadního vozu se liší. Zadní vozy nejsou vybaveny např. předním informačním transparentem či klimatizací kabiny řidiče. Vozy jsou navzájem spojeny poloautomatickými spřáhly, přední spřáhlo předního vozu a zadní spřáhlo zadního vozu je pražského typu. Vozy původně dodané do Brna nejsou silově elektricky propojeny, proto soupravy 2× T6A5 (resp. 3× T6A5) jezdí se všemi vytaženými pantografy. Od roku 2015 procházely postupně všechny tramvaje generální opravou. Při této opravě došlo k výměně poloautomatických spřáhel mezi vozy za spřáhla pražského typu se zásuvkou dle typu VarioLF a dosazení vnitřního i vnějšího kamerového systému. Dále byl do zadního vozu doplněn přední informační transparent a u předního vozu byla vyměněna klimatizace Hagenuk za klimatizační jednotku Konvekta KL 20 E.
Závěrem května 2019 pořídil DP města Brna 10 ojetých pražských vozů, které byly dovezeny v červnu. Tramvaje obdržely č. 1221–1223 a 1225–1229 a po zprovoznění a provedení oprav a úprav vyjela první „pražská“ souprava č. 1228+1223 do provozu s cestujícími dne 29. října 2019. Silové propojení vozů zůstalo zachováno a používá se, takže soupravy jezdí s jedním vytaženým pantografem. Dva ze zakoupených vozů do běžného provozu nezasáhly: jeden byl rozebrán na náhradní díly (původně měl být označen č. 1230), druhý, pro nějž bylo původně určeno č. 1224, začal být využíván jako posunovací tramvaj v ústředních dílnách (č. 4921). V srpnu 2020 zakoupil DPMB dalších 20 pražských tramvají T6A5, které měly nahradit dosluhující vozy T3G. Obdržely čísla 1224 a 1230–1248, přičemž většina z nich byla po střední opravě zprovozněna do března 2022. Poslední původem pražská souprava č. 1231+1232, která oproti ostatním prošla generální opravou, byla zařazena do provozu v lednu 2023.
Od července 2019 začal DPMB zkušebně provozovat na lince 1 jednu třívozovou soupravu tramvají T6A5, na níž v září 2019 navázala i druhá obdobná trojice. Od září 2020 do prosince 2020 byly zprovozněny další čtyři trojice, celkově tak bylo sestaveno šest velkokapacitních třívozových souprav z vozů č. 1201–1218. Provoz třívozových souprav T6A5 byl ukončen s koncem dlouhodobé výluky tratě v Žabovřeské ulici, kdy se 1. května 2023 linka 1 vrátila na svoji původní trasu.

#### Ostrava

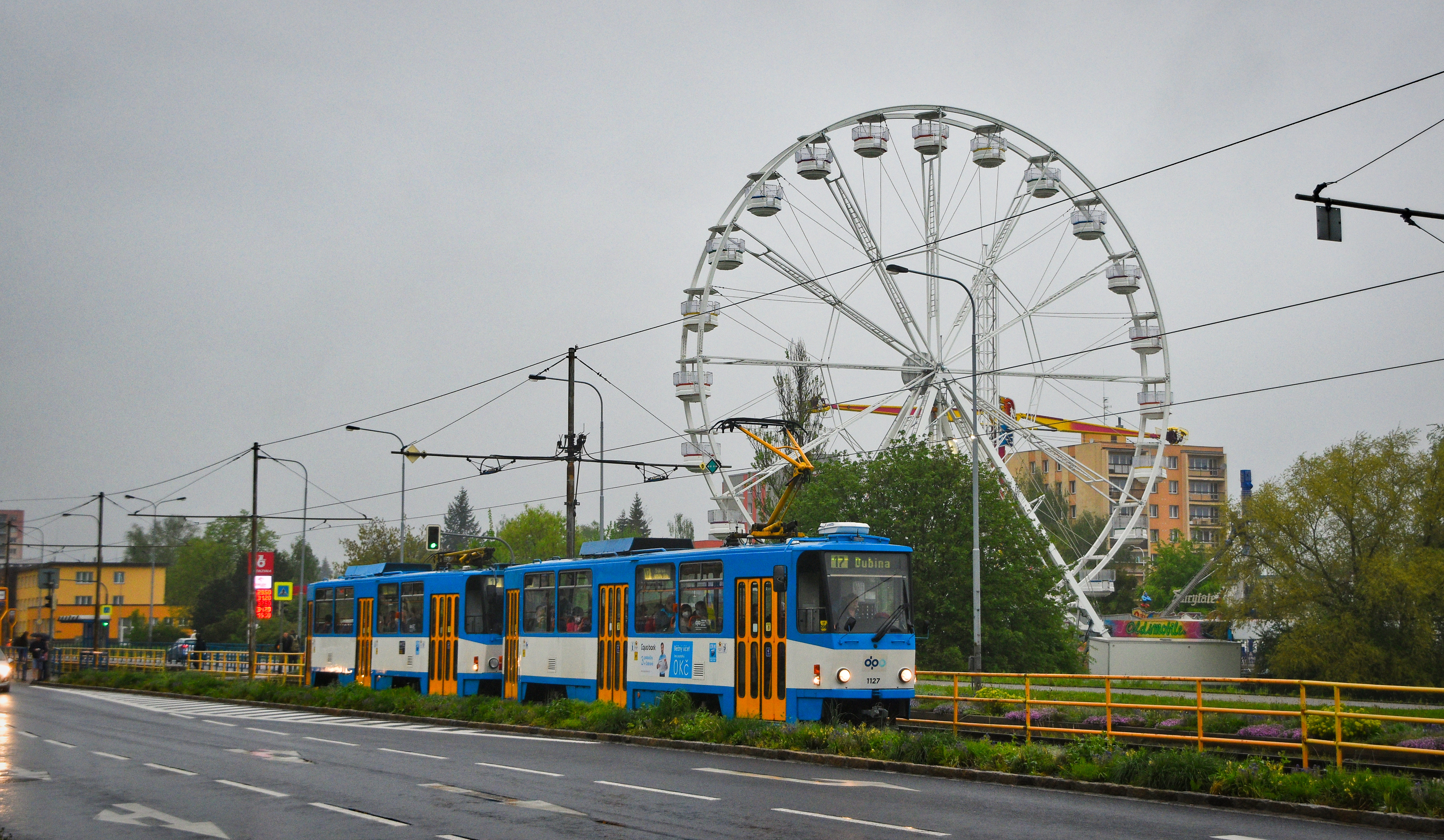
Souprava tramvají T6A5 v Ostravě - Porubě

První tramvaje T6A5 na území dnešního Česka byly zařazeny do provozu v roce 1994 v Ostravě. Jednalo se o deset vozů, které byly označeny evidenčními čísly 1101–1110. Další dodávky proběhly v letech 1995, 1996 a 1998, celkem bylo dodáno 38 tramvají T6A5 do čísla 1138. V Ostravě jsou všechny vozy vybaveny skládacími čtyřkřídlými dveřmi, polopantografem a ručním řadičem, sedačky pro cestující jsou rozmístěny systémem 2+1. Tramvaje z první dodávky měly v přední části střechy nainstalovaný tzv. budník pro číslo linky, novější vozy již měly sériově osazené maticové informační transparenty (u prvních deseti tramvají byly dodatečně namontovány v roce 1996). Vozy T6A5 jsou v Ostravě provozovány jak sólo, tak i ve dvouvozových soupravách. V červenci 2019 bylo provozováno v rámci hudebního festivalu Colours of Ostrava celkem sedm posilových třívozových souprav složených z tramvají T6A5. V roce 2019 byly odstaveny z provozu první dva vozy ev. č. 1131 a 1135. Větší odstavování vozů T6A5 přišlo roku 2022 s dodávkami a následným zařazením vozů Škoda 39T. Pravidelný provoz ostravských T6A5 byl ukončen 29. června 2023. Celkem 25 vyřazených vozů následně zamířilo do ukrajinského Konotopu.

#### Praha

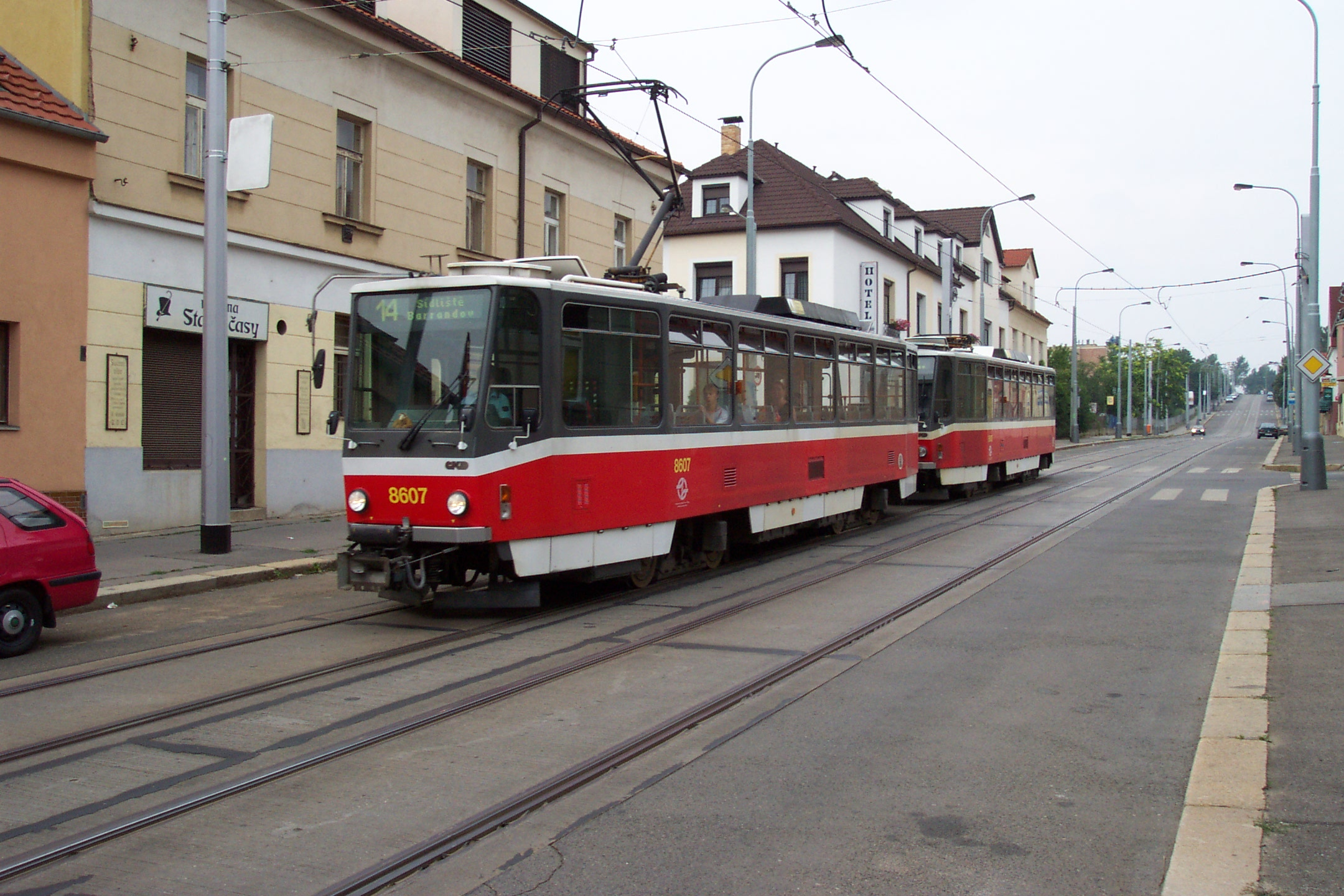
Souprava dvou vozů T6A5 v Praze

Pražský dopravní podnik objednal celkem 150 kusů tramvaje T6A5, které byly dodány ve třech sériích v letech 1995, 1996 a 1997 a které byly označeny evidenčními čísly 8601–8750. Všechny vozy byly novějšího provedení, měly dvojkřídlé výklopné dveře, polopantografy, ruční řadiče, spojeny byly poloautomatickými spřáhly, vybaveny byly i terčíkovým informačními transparenty. Tramvaje dodané v roce 1995 měly uspořádání sedadel 1+1, ve zbylých vozech byly sedačky rozmístěny 1+2. V Praze byly tramvaje T6A5 provozovány jak sólo, tak i ve dvojicích. Jelikož byly v soupravě oba vozy elektricky silově propojeny, jezdily pouze na jeden (konkrétně na přední) sběrač. Zajímavostí byly zátěžové zkoušky tramvajové trati na Barrandov 1. listopadu 2003, při nichž byly sestaveny 3 třívozové soupravy složené z vozů typu T6A5. Při této zkoušce byly na 2. a 3. voze soupravy vypnut vždy jeden ze dvou trakčních podvozků.
V roce 1998 byl dokončen jediný vůz typu T6A5.3, který byl zařazen do pravidelného provozu pod evidenčním číslem 8600. Zlikvidován byl v roce 2012.
Vůz č. 8671 se v září 2008 zúčastnil dopravní nehody, při které byl vážně poškozen. Následně zůstal odstaven ve vozovně Motol a koncem roku 2009 byl definitivně zlikvidován. Tato tramvaj se tak stala prvním zrušeným vozem typu T6A5 nejen v Praze, ale i v celém Česku. Další dva vozy č. 8697 a 8698 byly zrušeny a sešrotovány po nehodě ze dne 19. září 2011, kdy tato souprava narazila do stojící tramvaje Škoda 14T. V roce 2015 začalo systematické vyřazování vozidel T6A5 z důvodu dodávky nových tramvají Škoda 15T. Prvním takovým vozem se stala tramvaj č. 8605. O rok později zakoupil 20 vyřazených pražských vozů dopravní podnik ze Sofie. Koncem května 2019 zbylo v provozu 29 vozů, v květnu 2020 už jen 11 provozních „téšestek“. Provoz vozidel T6A5 na běžných linkách byl ukončen 19. června 2021. V roce 2022 začaly být dva vozy č. 8601 a 8750 příležitostně vypravovány na nostalgickou linku 23, třetí zachovaný vůz č. 8702 je exponátem Muzea MHD.

### Slovensko

#### Bratislava

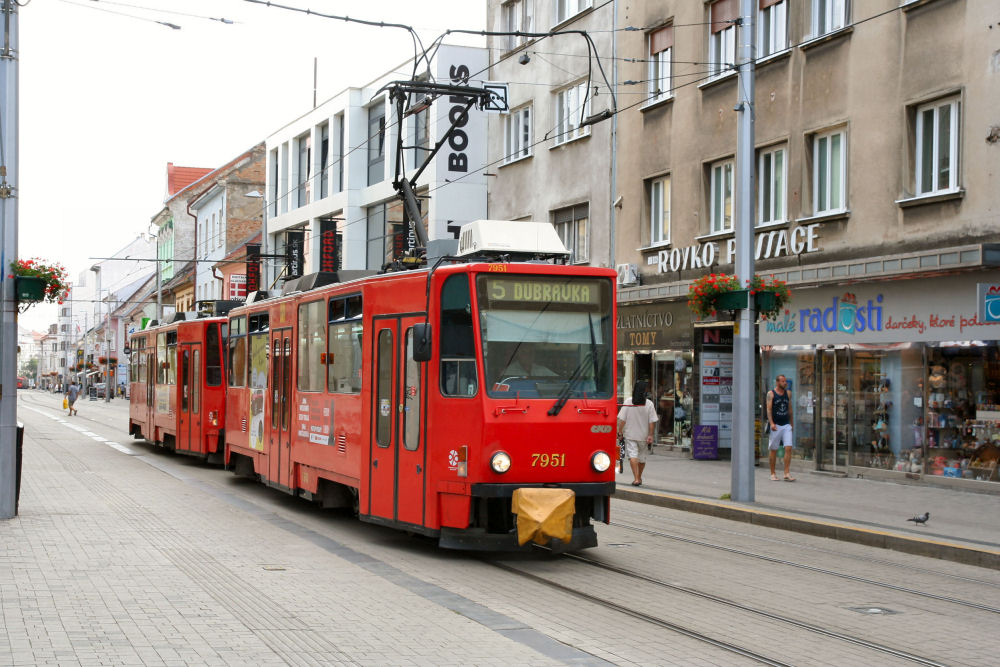
Bratislavské vozy T6A5 v soupravě

Bratislava obdržela tramvaje T6A5 jako vůbec první město již na konci roku 1991. Do roku 1997 dorazilo do hlavního slovenského města celkem 56 těchto tramvají (včetně obou prototypů) evidenčních čísel 7901–7956 jak ve starším, tak i v novějším výrobním provedení. Vozy z let 1991 a 1992 měly čtyřdílné skládací dveře, převíjecí přední transparent s „budníkem“ pro číslo linky na střeše a klasický pantograf. 12 tramvají z roku 1993 již mělo nainstalovaný polopantograf. Nejnovější vozy z let 1996 a 1997 již mají z výroby polopantograf, dvojkřídlé vně výklopné dveře a maticové informační transparenty. Starší vozy dodané v letech 1991–1993 byly později upravovány dosazením polopantografu a maticových transparentů.
Po krachu ČKD zůstaly v jejím pražském areálu nevyužité dva zkušební prototypy tramvají T6A5 s atypickými prvky. Ty byly odstraněny v šumperské firmě Pars nova a tramvaje byly začátkem roku 2006 dodány do Bratislavy, kde obdržely čísla 7957 a 7958. Nasazení do pravidelného provozu se dočkaly v prosinci téhož roku, po dlouhém koloběhu schvalování.
Tramvaje T6A5 jezdí v Bratislavě (až na výjimky) vždy ve dvouvozových soupravách, pouze při mimořádných příležitostech jsou vypraveny sólo vozy. V létě 1993 byla zkoušena třívozová souprava vozů T6A5, která se na přibližně tři hodiny objevila i v provozu s cestujícími na lince 7. Další dva třívozové vlaky jezdily 14. a 15. listopadu 1996 jako posilové spoje na lince 11 při vinobraní v Rači. Souprava tvořená třemi vozy T6A5 byla v květnu a červnu 2019 zkušebně vypravována na linku 7 coby posilový spoj k železniční zastávce Vinohrady.

#### Košice

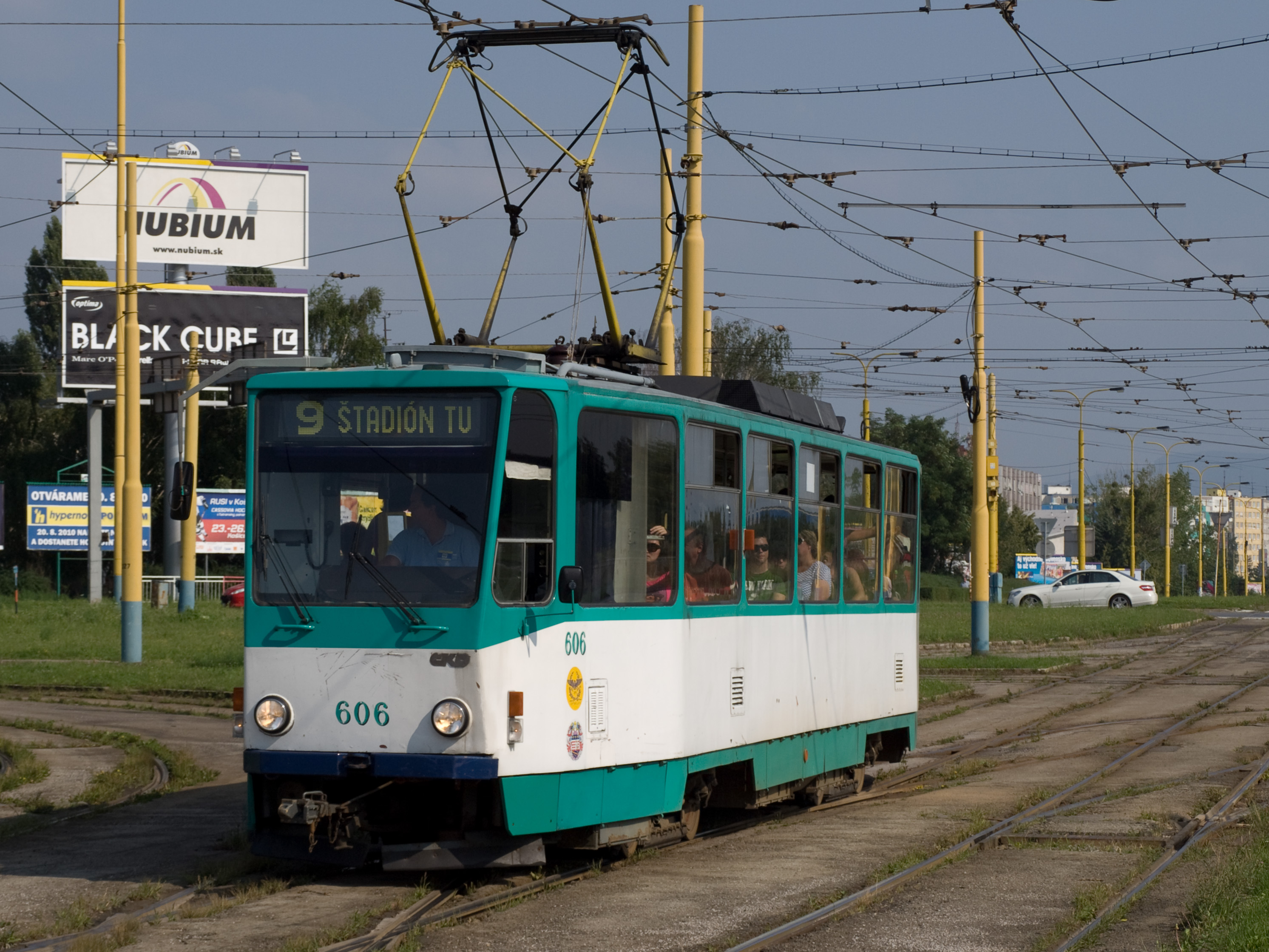
Košická tramvaj T6A5 na lince č. 9

Dopravný podnik mesta Košice (DPMK) zakoupil celkem 30 tramvají T6A5 (evidenční čísla 600–629). Ty byly dodány v roce 1992, pouze dva vozy až následující rok (jeden z nich byl ve zkušebním provozu v Szegedu). Jednalo se o tramvaje nejstaršího provedení s klasickým pantografem, čtyřdílnými skládacími dveřmi, předním převíjecím transparentem (tentokrát ale bez „budníku“ na střeše) a poloautomatickými spřáhly. Vozy jsou provozovány sólo i ve dvojicích. Zajímavostí je, že dvouvozové soupravy jezdí pouze na zadní sběrač. Na konci 90. let byly některým tramvajím nainstalovány digitální maticové transparenty, ostatní vozy získaly elektronický informační systém v roce 2006.
V roce 1999 obdržel DPMK nabídku ČKD na výrobu vlečného, částečně nízkopodlažního vozu typu B6A5N. Vzhledem k případným nutným úpravám tramvají T6A5 a současnému rušení třívozových souprav tramvají Tatra T3 k objednávce tohoto vozu nedošlo.
V lednu 2009 byl vyřazen první vůz typu T6A5 (ev. č. 618) po vážné nehodě v sídlišti Nad Jazerom. Druhý vůz v soupravě, ev. č. 619, byl opraven a zařazen do provozu „sólo“.

### Ostatní provozy

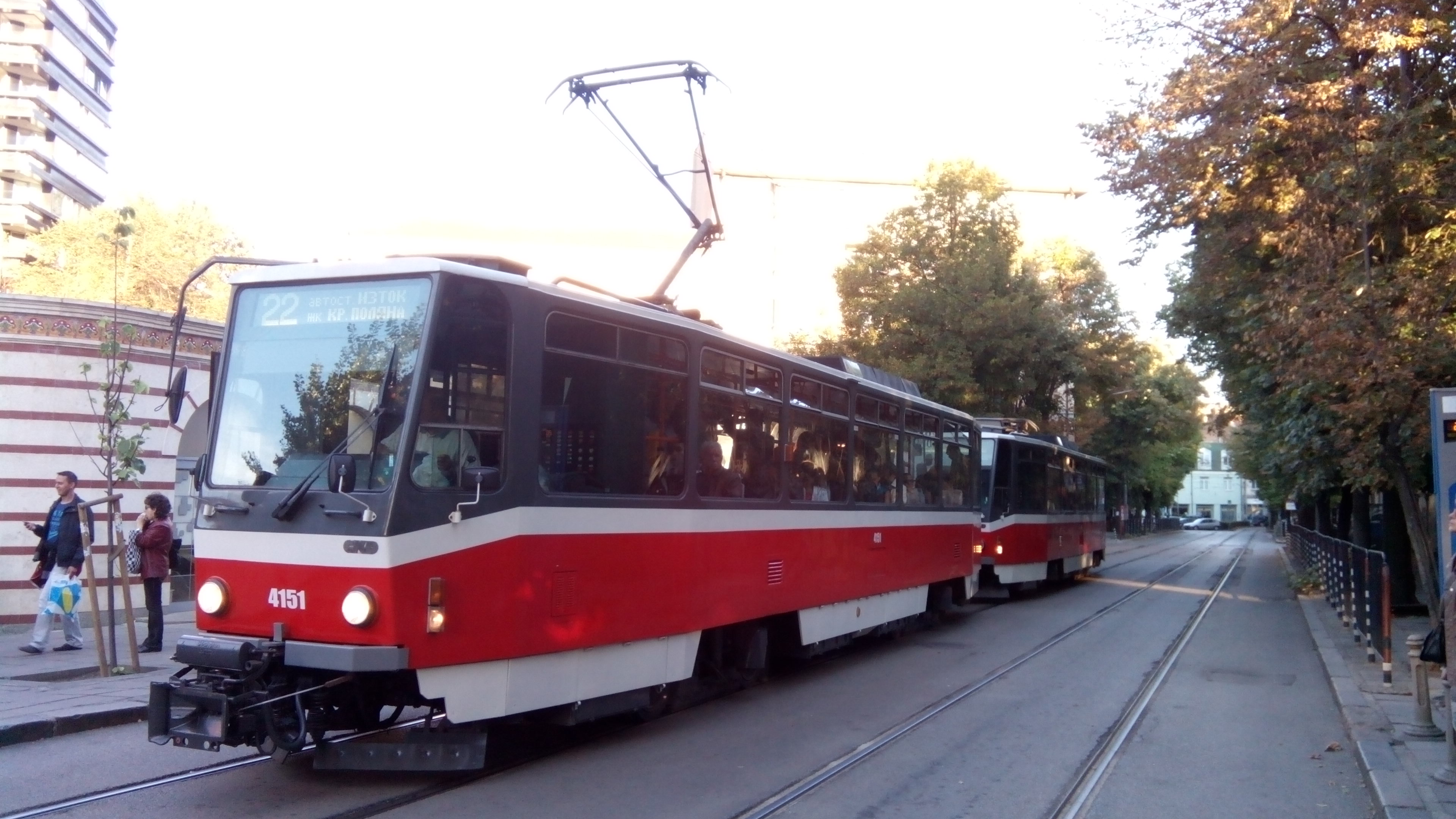
Souprava vozů Tatra T6A5 v Sofii

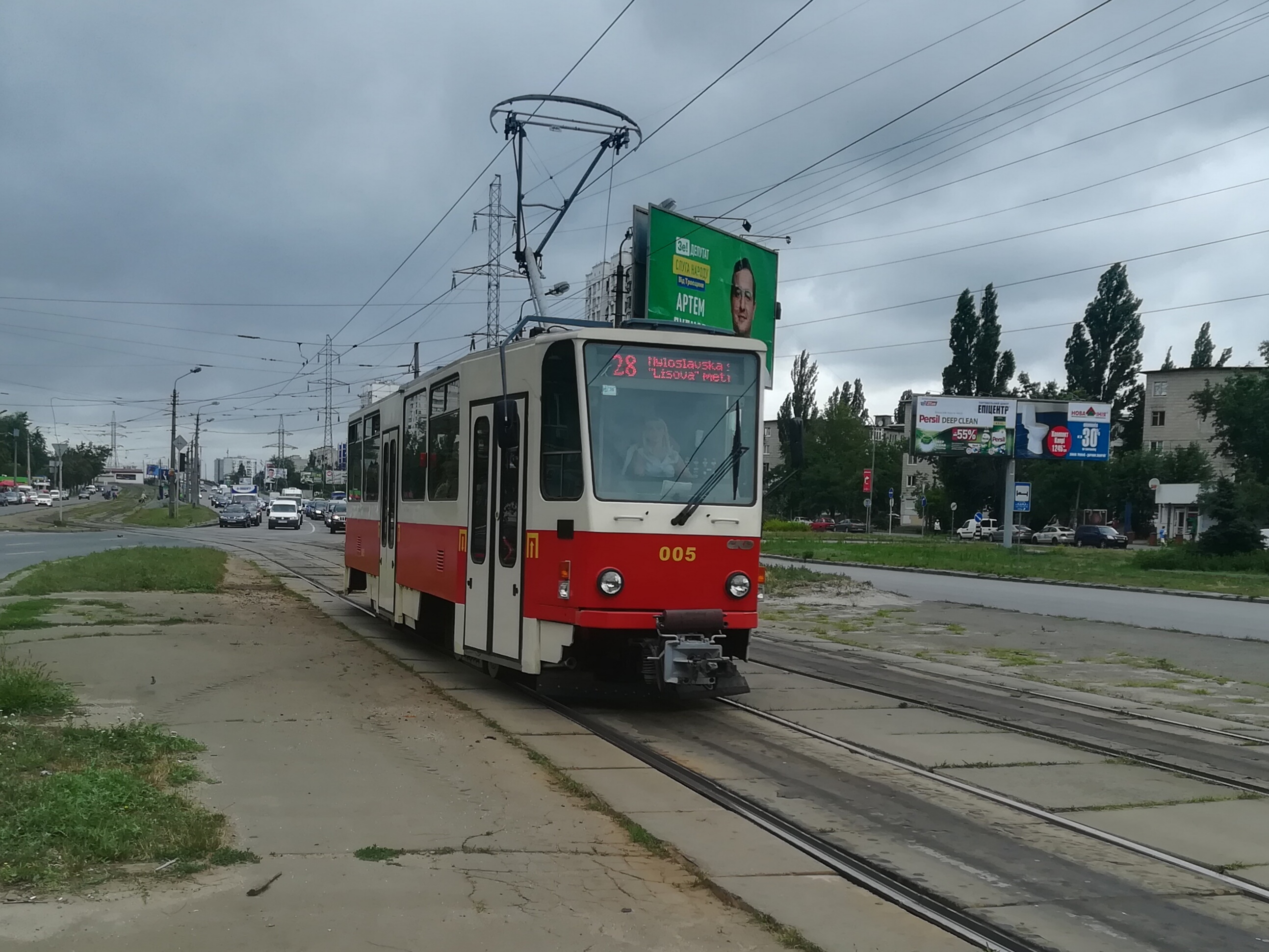
Tatra T6A5 v Kyjevě

Tramvaje T6A5 společně s vlečnými vozy B6A5 (původně se uvažovalo o dodání tramvají KT8D5) měly být dodány i pro plánovanou společnou tramvajovou síť měst Chomutova a Jirkova. Nakonec však plánované tramvaje nahradily trolejbusy.
Ačkoliv byly tramvaje T6A5 původně provozovány výhradně na území Česka a Slovenska, existovaly souvislosti i se zahraničními provozy.
Na přelomu let 1992 a 1993 byl v maďarském Szegedu zkoušen jeden vůz T6A5, který byl určen do Košic.
Tramvaje typu T6A5 měly být také dodány do východoněmeckého Schwerinu. Kvůli špatné komunikaci dopravce s výrobcem se ale ve Schwerinu v roce 1989 objevily vozy Tatra T6A2 s užší karoserií. Vzhledem k skutečnosti, že nástupiště byla stavěna pro 2,5 m široké vozy (T6A2 má 2,2 m), byly dodané tramvaje T6A2 (společně s vlečnými vozy B6A2) předány do Magdeburgu. Po změně poměrů v roce 1989 již byly výhradně nakupovány nízkopodlažní tramvaje, zatímco starší vozy T3 a B3 byly modernizovány. S nákupem vozů T6A5 počítalo i německé město Chemnitz.
V letech 2016–2020 zakoupil dopravní podnik ze Sofie v několika vlnách celkem 55 vyřazovaných tramvají T6A5 z Prahy. Během téhož roku bylo z Prahy do Charkova dodáno 10 ojetých vozů T6A5. V letech 2017 a 2018 zakoupil sedm pražských tramvají T6A5 kyjevský dopravní podnik a roku 2020 si pořídil šest ojetých vozů z Prahy také dopravce v ukrajinském městě Kamjanske. V roce 2022 byl jeden vůz z Ostravy zařazen do provozu i ve městě Dnipro. Dalších 25 ostravských vozů bylo na přelomu let 2023 a 2024 darováno do ukrajinského Konotopu.

## Historické vozy
| Původní provoz | Evidenční číslo | Současný majitel | Rok výroby | Historický od roku | Poznámka             | Zdroj  |
| -------------- | --------------- | ---------------- | ---------- | ------------------ | -------------------- | ------ |
| Ostrava        | 1111            | DPO              | 1995       | 2023               |                      | [ 54 ] |
| Praha          | 8601            | DPP              | 1995       | 2017               | provoz na retrolince | [ 55 ] |
| Praha          | 8702            | DPP              | 1996       | 2014               |                      | [ 56 ] |
| Praha          | 8750            | DPP              | 1997       | 2020               | provoz na retrolince | [ 57 ] |